# أويينيكي (إراكليون)
أويينيكي (Αυγενική) هي مدينة في إراكليون في اليونان.
يبلغ عدد سكانها حوالي 882   نسمة.